# Ursula Heinlein
Ursula Heinlein (* 5. November 1923 in Bork, Selm; † 4. Juni 1997 in Hanstedt) war eine deutsche Politikerin (SPD) und Abgeordnete des Niedersächsischen Landtages.
Nach dem Abitur 1942 absolvierte Heinlein ein Jahr Arbeits- und Kriegshilfsdienst und studierte im Anschluss studierte drei Semester Jura. Sie leistete danach in Norwegen ein halbes Jahr Kriegshilfsdienst; bis Ende 1946 war sie interniert.
Nach ihrer Heirat im Jahr 1947 arbeitete sie zunächst in der Landwirtschaft, entschloss sich aber 1951 zu einer kaufmännischen Tätigkeit in Hamburg. Ab dem Jahr 1963 arbeitete sie für den Verlag Die Welt, aus dem später der Axel-Springer-Verlag hervorging. Im Jahr 1966 trat sie in die SPD ein und wurde Bezirksvorsitzende der Arbeitsgemeinschaft Sozialdemokratischer Frauen und Mitglied des Unterbezirksvorstandes der Arbeitsgemeinschaft für Arbeit. Als Ratsherrin der Gemeinde Asendorf, Ortsverein Hanstedt war sie von 1976 bis April 1982 tätig, und vom 21. Juni 1978 bis 20. Juni 1986 war sie Mitglied des Niedersächsischen Landtages (9. und 10. Wahlperiode).
Nach Aufnahme ihres Landtagsmandates ließ sie sich von 1979 bis 1986 ohne Bezüge beurlauben. Heinlein war Mitglied der IG Druck und Papier, ehrenamtliches Mitglied der Tarifkommission, Mitglied des Betriebsrates des Axel-Springer-Verlages, Mitglied des BUND, der Humanistischen Union und der Naturfreunde.
Ursula Heinlein war verheiratet.